# Dhapasi
Dhapasi es un pueblo ubicado en el distrito de Katmandú, provincia de Bagmati, Nepal.

## Superficie
Cuenta con una superficie de 2,038 kilómetros cuadrados.

## Demografía
Datos hasta 2015
- Población: 51 017 habitantes.[1]
- Densidad de población: 25,037 habitantes por kilómetro cuadrado.[1]
- Población masculina: 26 217 (51,4%).[1]
- Población femenina: 24 800 (48,6%).[1]